# Busso Thoma
Busso Thoma (* 31. Oktober 1899 in St. Blasien-Immeneich, Schwarzwald; † 23. Januar 1945 in Berlin-Plötzensee) war ein deutscher Kaufmann.
Thoma wurde 1939 Referent im Stab des Allgemeinen Heeresamtes (AHA), wo er später als Major Mitwisser von den Attentatsplänen zum 20. Juli wurde. Am 14. September 1944 wurde Thoma verhaftet, am 17. Januar 1945 vor dem Volksgerichtshof zum Tode verurteilt und am 23. Januar 1945 im Strafgefängnis Berlin-Plötzensee erhängt.